# Maulen Mamyrow
Maulen Satymbajewicz Mamyrow (ros. Маулен Сатымбаевич Мамыров; ur. 14 grudnia 1970 w Akiyk) – kazachski zapaśnik w stylu wolnym. Dwukrotny olimpijczyk. Brązowy medalista Igrzysk w Atlancie 1996 w kategorii 52 kg. Szósty w Sydney 2000 w kategorii 54 kg.
Sześciokrotny uczestnik Mistrzostw Świata, brązowy medal w 1997. Złoty medal Igrzysk Azjatyckich w 1994, brązowy w 1998 i czwarty w 2002 roku. Cztery razy walczył w Mistrzostwach Azji, sięgnął po tytuł mistrza w 1999. Najlepszy zawodnik Igrzysk Wschodniej Azji w 1997 i 2001 i Centralnej Azji z 1995.